# Katri Suutari
Katri Suutari, född 8 april 1976, är en finländsk bågskytt. Hon deltog vid olympiska sommarspelen 2000.